# Войтов, Валерий Александрович
Валерий Александрович Войтов (1 января 1946, Сталинск — начало 2000-х) — советский хоккеист, нападающий. Мастер спорта СССР.

## Биография
Воспитанник «Металлурга» Новокузнецк. Выступал за «Металлург» (1963/64 — 1965/66, 1968/69 — 1969/70), «Динамо» Москва (1966/67 — 1968/69), «Автомобилист» / «Енбек» Алма-Ата (1970/71 — 1974/75).
Бронзовый призёр чемпионата СССР 1967/68.
Скончался в начале 2000-х годов